# Có lẽ anh sẽ không yêu em
In time with you (tiếng Trung: 我可能不會愛你; nghĩa đen 'Có lẽ anh sẽ không yêu em') là một bộ phim Đài Loan (2011) viết bởi Từ Đình Dự và đạo diễn bởi Winnie Cù Hựu Ninh với sự tham gia của các diễn viên Lâm Y Thần và Trần Bách Lâm.

## Nội dung
Trình Hựu Thanh (Lâm Y Thần) là quản lý bộ phận bán hàng của 1 công ty giày Đài Loan. Vào ngày sinh nhật thứ 30, Trình Hựu Thanh nhận được một email "dấu hiệu bị lão hóa sớm" từ người bạn thân nhất của cô ấy trong 14 năm qua là Lý Đại Nhân (Trần Bách Lâm). Do cô không thể chấp nhận sự thật là đàn ông như Lý Đại Nhân giống như rượu vang càng để lâu càng thơm ngon, còn mình như trái nho sẽ khô héo theo từng năm tháng, cô đã đánh cược với Lý Đại Nhân để xem ai sẽ kết hôn trước trước khi đến 35 tuổi. Vì vậy, họ bắt đầu tìm kiếm tình yêu của mình.
Sau một thời gian tìm kiếm những đối tượng phù hợp, cô ấy mới phát hiện ra quanh mình toàn là những đối tượng không phù hợp, như người trợ lý đồng tính, người bạn trai cũ lừa dối.... Chỉ có duy nhất một người đàn ông, đó chính là người bạn thân nhất. Nhưng hai người họ đều đã thề rằng mình đã và sẽ không bao giờ có tình cảm với nhau.
Tuy nhiên, Đại Nhân thường nói Hựu Thanh rằng anh không hài lòng với người con gái mà anh hẹn hò, còn anh cũng không hài lòng với những người bạn trai của Hựu Thanh. Sau mối quan hệ của Đại Nhân với đồng nghiệp, Maggie, anh đã thú nhận với Maggie rằng anh đã yêu Hựu Thanh từ rất lâu. Nhưng có một sự trùng hợp ngẫu nhiên khi Đại Nhân có bạn gái thì Hựu Thanh lại độc thân; khi Đại Nhân chia tay với bạn gái, Hựu Thanh đã chấp nhận lại bạn trai cũ. Vì vậy Đại Nhân luôn đánh mất cơ hội để nói với Hựu Thanh cảm giác thật của mình.
Đêm trước ngày cưới của Hựu Thanh và Đinh Lập Uy (bạn trai cũ), cô đã nhận được một băng nhạc có bài hát mà Đại Nhân đã viết từ hồi cao trung. Cô nhận ra Đại Nhân đã yêu mình từ rất lâu. Cùng lúc đó cô nhận ra mình bị người yêu phản bội. Cô đã đi du lịch vòng quanh thế giới để cân bằng lại tâm lý. Sau đó cô trở về và kết hôn với Lý Đại Nhân.

## Nhân vật
| Diễn viên             | Nhân vật                  | Mô tả |
| --------------------- | ------------------------- | --- |
| Ariel Lin             | Trình Hựu Thanh           | Tự tin, nhiều khát vọng; cô ấy có một tính cách mạnh mẽ                                                        |
| Bolin Chen (陳柏霖)   | Lý Đại Nhân               | Tốt bụng; biết rất rõ về Hựu Thanh; rất quan tâm và yêu cô                                                     |
| Andrea Chen (陳匡怡)  | Maggie                    | Yêu Đại Nhân nhưng bị anh từ chối;rất ngây thơ và đáng yêu nhưng rất dữ dội trong tình yêu                     |
| Sunny Wang (王陽明)   | Đinh Lập Uy Will          | Một người đàn ông tài giỏi; thích Hựu Thanh nhưng anh đã bị cô phát hiện là phản bội trong đêm trước ngày cưới |
| Lin Mei Xiu (林美秀)  | Mẹ của Hựu Thanh          | 1 người mẹ tốt, hiểu rõ Hựu Thanh và thích Đại Nhân                                                            |
| Luo Bei An (羅北安)   | Bố của Hựu Thanh          | Lười biếng, tốt với mẹ của Hựu Thanh và rất yêu Hựu Thanh                                                      |
| Ying Wei Min (應蔚民) | Cheng Guan Qing (程冠青)  | Anh của Hựu Thanh, không thích Lập Uy trở thành chồng của Hựu Thanh                                            |
| Yin Qi (殷琦)         | Cheng Mei Qing (程美青)   | Chị của Hựu Thanh                                                                                              |
| Xie Yu Wei (謝宇威)   | Mei Qing's husband (姊夫) | Ngoại hình hơi xấu nhưng là 1 người chồng tốt                                                                  |
| Meng Geng Ru (孟耿如) | Li Tao Tao                | Em gái của Đại Nhân, nổi loạn và tính khí thất thường; hay bất hòa với mẹ                                      |
| Jin Shi Jye (金士傑)  | Chú Bạch                  | Bạn tốt của mẹ Đại Nhân và sau là chồng của bà                                                                 |
| Jerry Huang (黃志瑋)  | Henry                     | Bạn trai cũ của Hựu Thanh                                                                                      |
| David Hsu (许豪恩)    | Nic                       | Trợ lý của Hựu Thanh, đồng tính, cố gắng lợi dụng cô                                                           |
| Joelle Lu (陸明君)    | Grace                     | 1 đồng nghiệp nghiêm nghị của Hựu Thanh                                                                        |
| Yu Han Mi (余函彌)    | Lala                      | Đáng yêu và trẻ trung, bạn gái của Henry                                                                       |
| Ya Zi (丫子)          | Lu Xing Di                | Bạn cao trung của Hựu Thanh, kết hôn với 1 người giàu có                                                       |

## Nhạc phim
- Vẫn sẽ - Vi Lễ An
- Đôi cánh - Lâm Y Thần
- Nhón chân yêu - Hồng Bội Du
- Anh sẽ không thích em - Trần Bách Lâm
- Bắt đầu từ bây giờ - Vương Hoành Ân

## Giải thưởng và đề cử
| Năm  | Giải thưởng             | Hạng mục                                                             | Kết quả   |
| ---- | ----------------------- | -------------------------------------------------------------------- | --------- |
| 2012 | 47th Golden Bell Awards | Bộ phim truyền hình xuất sắc nhât                                    | Đoạt giải |
| 2012 | 47th Golden Bell Awards | Nam diễn viên chính xuất sắc nhất (phim truyền hình) (Trần Bách Lâm) | Đoạt giải |
| 2012 | 47th Golden Bell Awards | Nữ diễn viên chính xuất sắc nhất (phim truyền hình) (Lâm Y Thần)     | Đoạt giải |
| 2012 | 47th Golden Bell Awards | Nữ diễn viên phụ xuất sắc nhất (phim truyền hình)                    | Đoạt giải |
| 2012 | 47th Golden Bell Awards | Đạo diễn xuất sắc nhất (phim truyền hình) (Winnie Cù Hựu Ninh)       | Đoạt giải |
| 2012 | 47th Golden Bell Awards | Biên kịch xuất sắc nhất (phim truyền hình)                           | Đoạt giải |
| 2012 | 47th Golden Bell Awards | Dựng phim xuất sắc nhất                                              | Đề cử     |
| 2012 | 47th Golden Bell Awards | Tuyên truyền tốt nhất                                                | Đoạt giải |

## Rating
| Formosa Television (FTV) ratings Ngày phát sóng | Tập | Ratting | Xếp thứ |
| ----------------------------------------------- | --- | ------- | ------- |
| 18 tháng 9 năm 2011                             | 1   | 1.41    | 2       |
| 25 tháng 9 năm 2011                             | 2   | 1.24    | 2       |
| 2 tháng 10 năm 2011                             | 3   | 1.65    | 2       |
| 9 tháng 10 năm 2011                             | 4   | 2.09    | 2       |
| 16 tháng 10 năm 2011                            | 5   | 2.34    | 2       |
| 23 tháng 10 năm 2011                            | 6   | 2.56    | 2       |
| 30 tháng 10 năm 2011                            | 7   | 2.64    | 2       |
| 6 tháng 11 năm 2011                             | 8   | 3.11    | 2       |
| 13 tháng 11 năm 2011                            | 9   | 3.07    | 2       |
| 20 tháng 11 năm 2011                            | 10  | 3.62    | 2       |
| 27 tháng 11 năm 2011                            | 11  | 3.54    | 2       |
| 4 tháng 12 năm 2011                             | 12  | 3.65    | 2       |
| 11 tháng 12 năm 2011                            | 13  | 5.51    | 1       |
| Trung bình                                      | -   | 2.80    | 2       |

## Phát sóng quốc tế
Bộ phim đã được chiếu ở Trung Quốc, Singapore, Hồng Kông, Canada, Mỹ, Malaysia, Hàn Quốc, Nhật, Thái Lan.

## Làm lại
Bộ phim được Hàn Quốc làm lại có tên "The Time We Were Not in Love" với sự tham gia của Ha Ji-won và Lee Ji-wook,  trên SBS vào tháng sáu, 2015.
Bộ phim đã được làm tiếp bản điện ảnh là cuộc sống của Hựu Thanh và Đại Nhân sau hôn nhân.